# Lazarević (Adelsgeschlecht)

Wappen der Lazarević als Fürsten von Morava-Serbien

Die Lazarević ( serbisch: Лазаревић, plural: Lazarevići / Лазаревићи) waren eine mittelalterliche serbische Herrscherfamilie.

## Historie
Die Dynastie leitet sich von Pribac Hrebeljanović (* um 1300; † 1362) ab, der dem serbischen Zaren Stefan Uroš IV. Dušan  als Kanzler (Logothet) diente und über Landbesitz in Prilepać and Prizrenać verfügte, wobei dessen Familie ihre Wurzeln in Grbalj, dem heutigen Tivat in der Bucht von Kotor in Montenegro, hatte. Zum eigentlichen Gründer der Herrscherfamilie wurde dessen Sohn Lazar Hrebeljanović (serbisch-kyrillisch Лазар Хребељановић  (* um 1329; † 15. Juni 1389), der aus den Resten des 1371 untergegangenen serbischen Kaiserreiches das bedeutende Fürstentum Morava-Serbien (genannt nach dem Hauptfluss Morava) schuf und als Zentrum die Festung Kruševac erbauen ließ. Ab 1402 beherrschte er das Despotat (Fürstentum) Serbien, das effektiv bis 1459 und nominell sogar bis 1560 bestand.

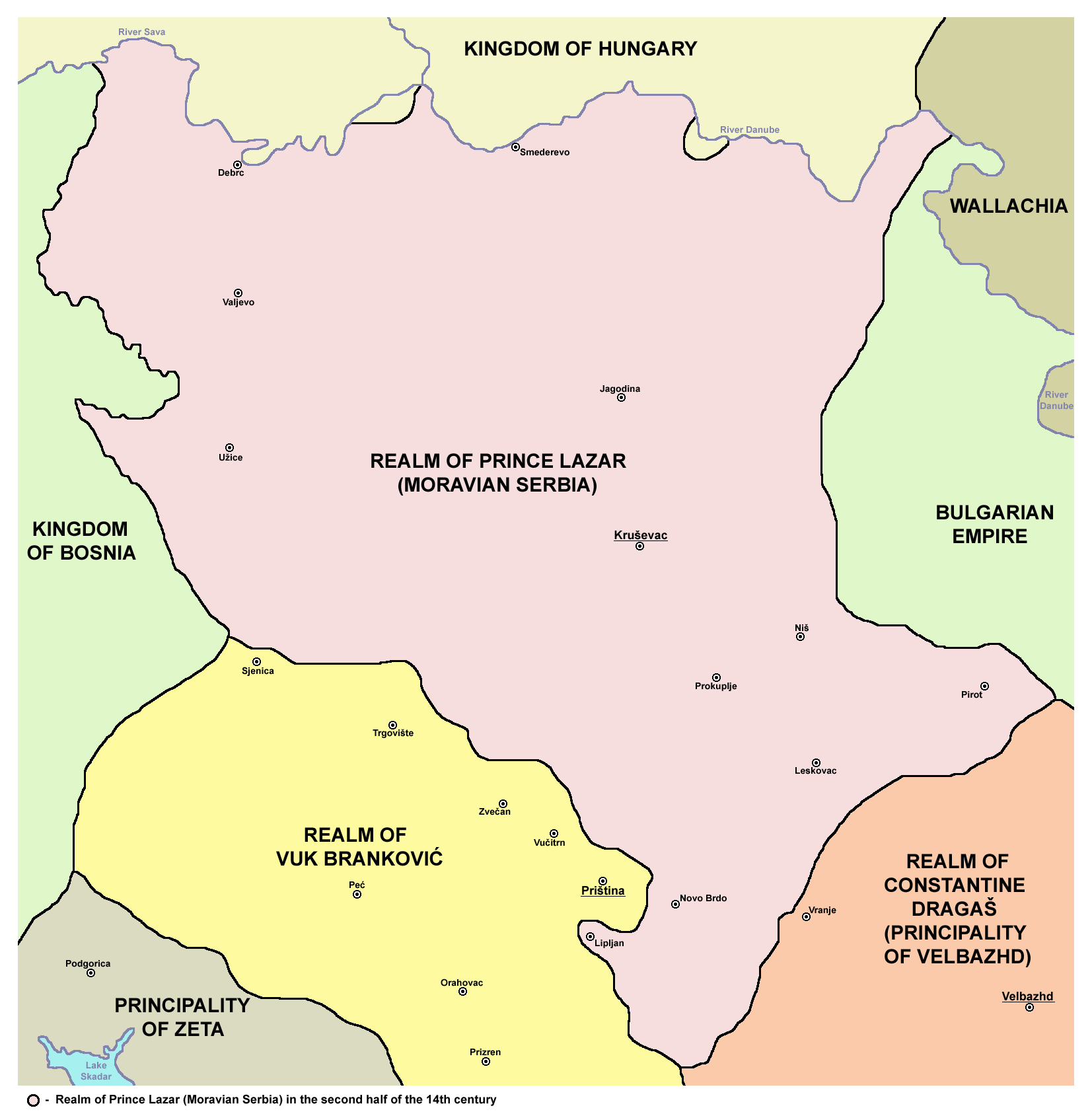
Das Moravische Serbien: Domäne der Lazarevići

Das serbische Kaiserreich, das um 1346 von König Stefan Uroš IV. Dušan  * 1308; † 20. Dezember 1355), bekannt als „Kaiser Dušan“ und „Dušan der Mächtige“ durch systematische Erweiterung des von seiner Familie – dem Haus Nemanjić – beherrschten Territoriums mit der Hauptstadt Skopje  errichtet wurde, war das mächtigste Reich am Balkan, erstreckte sich von der Donau im Norden bis zum Golf von Korinth und umfasste verschiedene sprachliche Bevölkerungsgruppen.

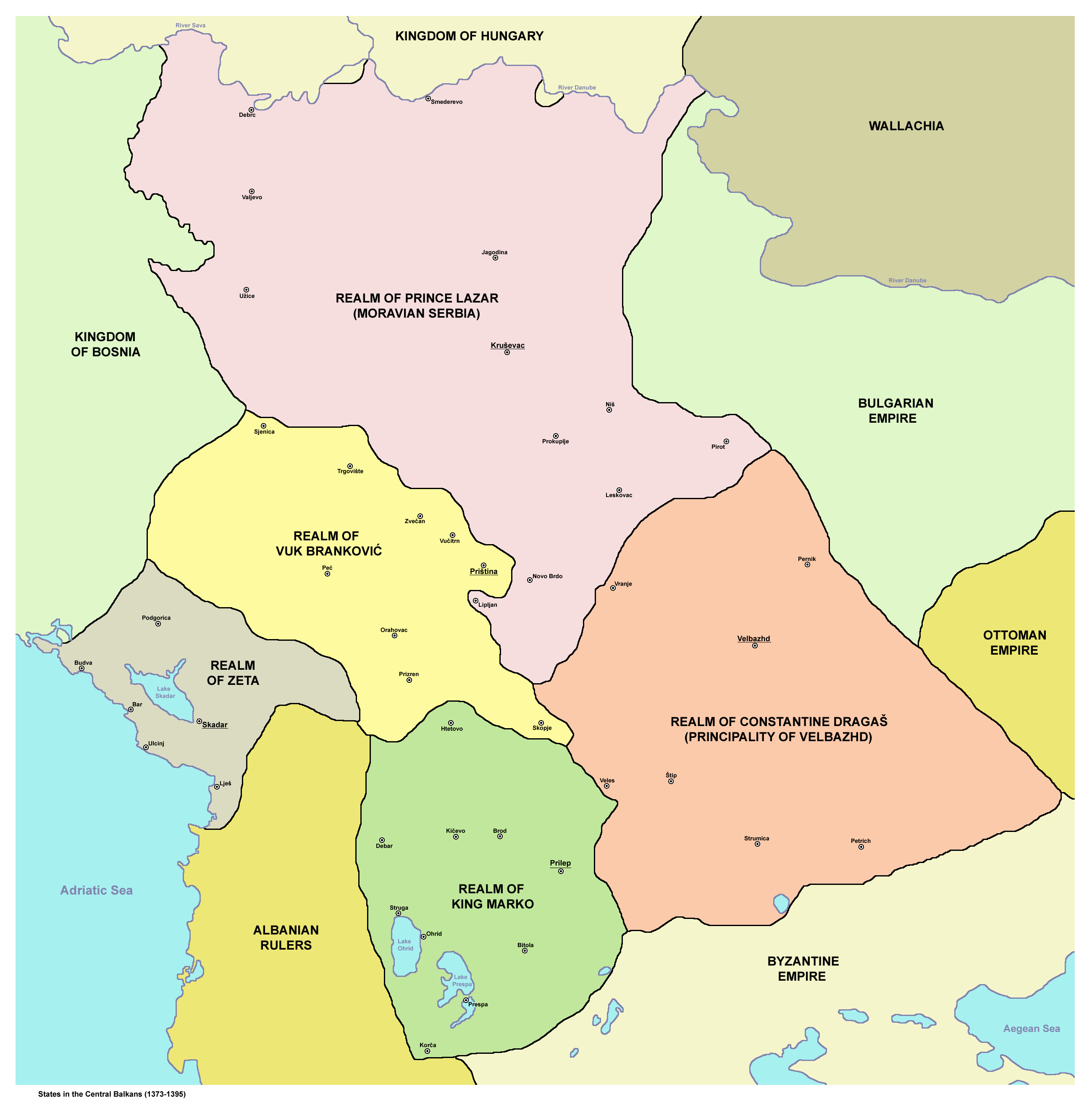
Zentraler Balkan um 1373 bis 1395

Unter der Herrschaft von dessen Sohn: Stefan Uroš V. Nemanjić (* 1337; † 4. Dezember 1371) auch bekannt als Uroš der Schwache, der von 1348 bis 1355 als König und Mitregent seines Vaters und von 1355 bis 1371 als zweiter serbischer Zar (Kaiser) regierte, wurde dieses Reich nicht nur durch Druck von außen insbesondere durch die Expansion des Osmanischen Reiches, sondern auch von Innen geschwächt. Dies zunächst, da sein Onkel, Simeon Uroš Palaiologos Nemanjić († 1370 oder 1371), 1355/56 versuchte, selbst den Thron zu ergreifen. Simeon wurde zwar 1356 besiegt und zog sich nach Thessalien und Epirus zurück, wo er mit dem Titel Kaiser der Römer und Serben regierte. Stefan Uroš verlor jedoch dadurch wichtige Gebiete im heutigen Griechenland, die sein Vater erobert hatte.
Hinzu kam, dass unter der schwachen Regierung von Zar Stefan Uroš V. das Reich es unter den führenden serbischen Adelsfamilien zunehmend in eine feudale Anarchie zerfiel. Das Reich endete de facto im Jahre 1371 mit dem kinderlosen Tod von Stefan Uroš V. und zerfiel in ein Konglomerat unabhängiger Fürstentümer:
Das Moravische Serbien das der Familie der Lazarevići unterstand,
Der „Distrikt Brankovic“, der von der Familie der Brankovići beherrscht wurde,
Das Territorium der Zeta wurde von den Balšići kontrolliert, die die Crnojevići von dort vertrieben hatten
Das Territorium um Prilep (Nord-Mazedonien und Pelagonia) unterstand Vukašin Mrnjavčević, der 1365 serbischer König und Mitherrscher von Zar Stefan Uros V. wurde.
Die Domäne der Dejanovići, die von dem Sevastokrator Dejan beherrscht wurde, umfasste die Grafschaften Žegligovo and Preševo, sowie Territorien südlich der Morava, Pčinja, Skopska und Crna Gora.
Der Herrschaftsbereich der Vojinovići, reichte von der Grenze der Republik Ragusa, der Bucht von Kotor und der Festung Zvečan bis Rudnik und wurde von Nikola Altomanović (regiert von 1366 bis 1373) kontrolliert.
Nach dem Erlöschen der Nemanjiden-Dynastie und dem Zerfall des serbischen Kaiserreiches ging schließlich Lazar Hrebeljanović als mächtigster Feudalherr Serbiens hervor und herrschte im heutigen Zentralserbien und Teilen Kosovos.

## Bedeutende Mitglieder der Familie

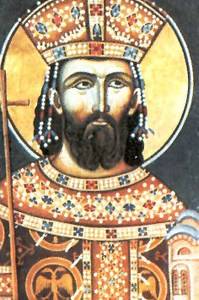
Prince Lazar (Ravanica Monastery)

- Lazar Hrebeljanović  (* Festung  Prilepac 1329; † in der Schlacht auf dem Amselfeld am 15. Juni 1389, begraben in dem von ihm errichteten Kloster Ravanica, Fürst und Autokrator der Serben 1373 – 1389) Märtyrer und Heiliger der  serbisch-orthodoxen Kirche.

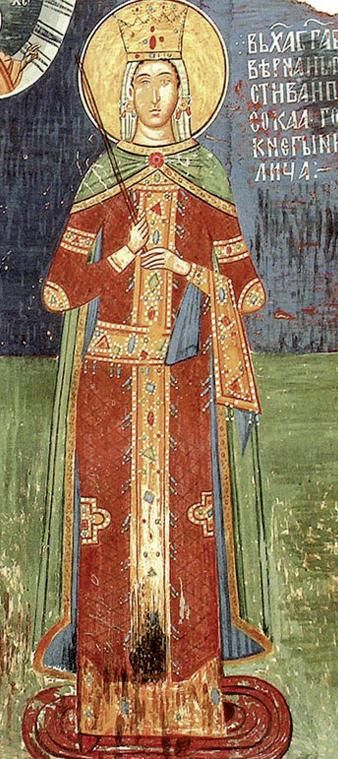
Milica Nemanjić, Fresko im Kloster Ljubostinja1

- Milica Nemanjić (* um 1335; † als Nonne Jefrosina  11. November 1405) eine Tochter von Fürst Vratko Nemanjić, Gemahlin von Lazar Hrebeljanovic, die 1389 bis 1393 als Regentin für ihren minderjährigen Sohn Stefan Lazarević regierte, und später zur Heiligen der serbisch-orthodoxen Kirche erhoben wurde.

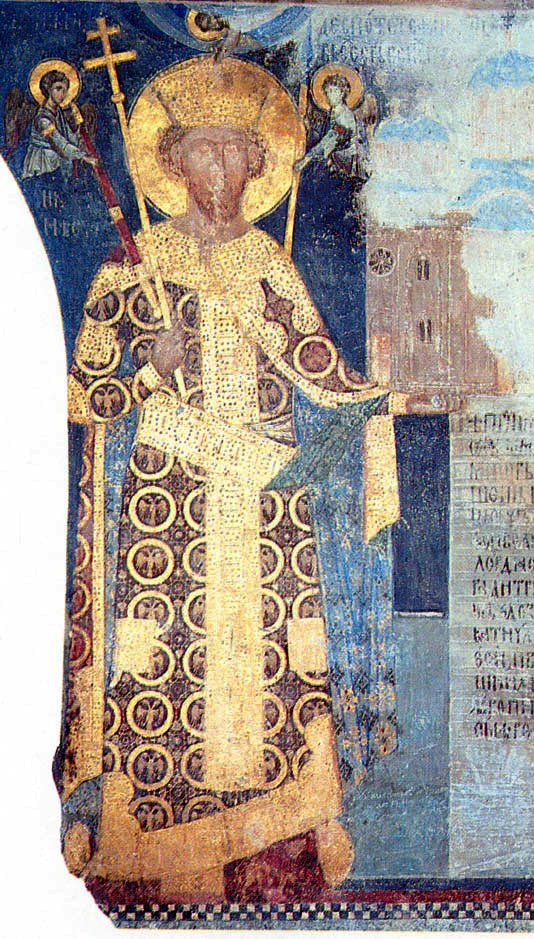
Stefan Lazarevic-freska

- Stefan Lazarević (* 1377 in Kruševac; † 18. Juli 1427jul. in Markovac bei Crkvine, Byzantinisches Reich) Knez (Fürst) von Serbien (1389 – 1402),  Despot des Königreiches Rascien und Herr von Serbien (1402 – 1427),
- Olivera Lazarević (* um 1373; † nach 1444), ursprünglich Mileva Olivera Lazarević genannt, eine Tochter des serbischen Fürsten Lazar und dessen Frau Milica Nemanjić.  Seit   1389 Gemahlin des  osmanischen Sultans Bayezid I.
- Mara Lazarević († 12. April 1426), eine Tochter des serbischen Fürsten Lazar und dessen Frau Milica Nemanjić, ⚭  Stefan Branković und wurde damit Stammmutter der serbischen Dynastie der Branković

## Stammlinie
Zur Illustration der Beziehungen zu zeitgenössischen Familien sind auch Kinder ausheiratender Töchter angegeben.
Pribać Hrebeljanović, Logothet (Kanzler) von Zar Stefan Duschan, ⚭ Ne
1. Draginja Hrebeljanovic ⚭  Celnik Misa (Musa), Burgherr von Brvenik 1368/1381
2. Stefan Lazar Hrebeljanović  (* Burg Prilepac (Prilepnica) bei Novo Brdo (1328); † fällt in der Schlacht auf dem Amselfeld am 15. Juni 16./28. Juni 1389, begraben Kloster Ravanica 1391, 1697 Vrdenik bei Neusatz) 1372 kaiserlicher serbischer  Zupan (Gespan, Graf) von Rudnik, Knez (Fürst) von Raska-Pmoravje. ⚭  um 1353 Prinzessin Milica Nemanjić   (†  11. November 1405 als  Nonne Jevgenja), genannt „Serborum imperatrix“ (Kaiserin der Serben); Tochter von Prinz Vratko Nemanjiić, Kommandant in der Schlacht bei Serrhai 1342.[3]
  1. Mara Lazarević  († als Nonne Marina 12. April 1426); ⚭  um 1371 Vuk Branković, 1371 – 1396 Knez von Raska-Kosovo (* 1345; † 6. Oktober 1397)
    1. Grgur Vuković  Branković, türkischer Vasall, 28. Juli 1402 in tatarischer Gefangenschaft, († als Mönch Gerasim 13. März 1408)
    2. Djurad Vukovic Branković   (* 1375, † Smederevo  24. Dezember 1456), 1427 Knez, 1428 Despotes des Reiches von Rascien und Albanien 1426 ungarischer Magnat, 1429 byzantinischer Despotes, 1444 türkischer Vasall. ⚭   I. Ne Megale Komnene, Schwester von Johannes IV. Kaiser von Trapezunt[4]; ⚭  II. 26. Dezember 1414 Eirene (Jerina) Kantakuzene, (+ Rudnik 3. Mai 1457; Tochter des Theodoros Palaiologos  Kantakuzenos)
    3. Lazar Vukovic Branković, († geköpft vor Adrianopel (Edirne) 11. Juli 1410)

  2. Dobrevoj Lazarević
  3. Jelena Lazarevic (cl. 1365/1366; † März 1443), 1403/1406 Regentin von  Zeta (Großteil des heutigen Montenegro und des nördlichen Albanien), testiert 25. November 1442, ⚭  I. um 1386 Đurađ II. Stracimirović Balšić, (cl. 1385; † 1403) Herr von  Zeta, von 1385 bis 1403, 1395 Vasall der Osmanen. ⚭   II. Krain nach 8. Dezember 1411 Sandalj Hranić Kosača (* um 1370;  † 15. März  1435)    Groß-Voivode (Großherzog) von Bosnien (1392 – 1435), 1395 Knez von Zahumlje, (Kind nur aus erster Ehe)
    1. Balša III. Stracimirović (* 1386;  † 28. April 1421, in Belgrad) folgt 1403 auf seinen Vater in der Zeta als fünfter und letzter Vertreter seiner Familie, 1403/05 Herr von Budva und Dulcigno 1405/06 Herr des Gebirges von Scutari etc. türkischer Vasall; ⚭   27. Juli/16. August Maria Thopia 1407/1427  Tochter von Nicheta Thopia  (2 Töchter)
    2. Balsa Strazimirović Balsić,

  4. Stefan Lazarević  genannt „visoki“ (der Lange) (* um 1370, † an Schlaganfall Glava 19. Juli 1427) folgt auf seinen Vater 1389, regiert gemeinsam mit seiner Mutter bis 1393, dann loyaler türkischer Vasall, zahlt Tribut und kämpft für die Osmanen mit christlichen Truppen, wird 1402 byzantinischer Despot,  1403–1404 Verbündeter Ungarns, erhält Festungen Belgrad  und Golubac, im Konflikt mit seinem Neffen Đurađ Branković bis 1412, ernennt diesen 1428 zu seinem Erben. kaiserliche Belehnung mit Banat Macva (Bosnien), Debrecen und Belgrad, 1421 Herr der Zeta, 1423 Herr von Antivari, Budva und Drivasto, 1408 byzantinischer Despotes, loyaler türkischer Vasall, zahlte Tribut  und nahm mit 5000 christlichen Truppen an osmanischen Kriegszügen teil. Später auch ungarischer Vasall. er war auch ein bedeutender Förderer der Literatur und Schriftsteller, der – lange nach seinem Tod – am  1. August 1927 als Heiliger der Serbisch-orthodoxen Kirche anerkannt wurde. ⚭  Galata 1405 Helena Gattilusio, eine  Tochter von Francesco II. Gattilusio (* um 1370; †  26. Oktober 1403/1404), Fürst von Lesbos und der Valentina Doria, einer Tochter von Dorino Doria.[5] Die Ehe blieb jedoch kinderlos
  5. Vuk Lazarević (* um 1380;  †  6. Juli 1410), nach 1405 Prätendent auf die Nachfolge auf seinen Vater, revoltiert 1409 gegen seinen Bruder Stefan Lazarević mit Hilfe von  Sultan Murad I., war  1409/1410 türkischer Vasall, wurde jedoch von Musa, einem Bruder des Sultans gefangen genommen und  am 8. Juli 1410 enthauptet.
  6. Teodora  Lazarević (1406 †) ⚭  um 1387/88 als dessen erste Gemahlin  Miklos II. Garay,  (cl. 1386 – 1433, † 1434), ungarischer Ban von Macva (1386 – 1390), Ban von Kroatien, Slavonien und Dalmatien (1394 – 1402), Palatin des Königreichs Ungarn (1402 – 1433)[6]
    1. Miklos III. Garay 1432 zu Nekcse, Köszeg, Somlyo u. Vichodol, Mitherr zu Boró ⚭  24. April 1481 oder später Margit Cseh de  Léva; Tochter von Peter, Ban von Macsó (eine Tochter Katalin † jung)
    2. Katalin Garay († 1471/83) ⚭  um 1430 Heinrich VI., gefürsteter Graf von Görz, 1415 Graf von Kirchberg/Schwaben, (* 1376; † um 18. März 1454)[7] (drei Söhne aus dieser Ehe, darunter Leonhard, gefürsteter Graf von Görz, († 1500), der letzte Vertreter seines Hauses der Meinhardiner, aber keine dauernde Nachkommenschaft.)

  7. Dragana Lazarević ⚭ als dessen zweite Gemahlin Iwan Schischman (* um 1350; † hingerichtet unter Sultan Bayezid I. 3. Juni 1395 in Nikopol)[8] war ein bulgarischer Prinz, 1356 Mitregent mit seinem Vater Zar Iwan Alexander von Bulgarien aus der Familie der Schischmaniden  und von 1371 bis 1393 Zar von Bulgarien in Weliko Tarnowo. Er kämpfte gemeinsam mit dem südserbischen König  Vukašin Mrnjavčević gegen die Osmanen, wurde jedoch in der Schlacht an der Mariza am 26. September 1371 völlig aufgerieben. Er musste sich den Osmanen unterwerfen und seine Schwester Thamar dem türkischen Sultan Murad I. zur Frau geben.[9]
    1. Alexander Prinz von Bulgarien († 1418) möglicherweise Mit-Zar unter seinem Vater vor 1395, konvertiert nach der Hinrichtung seines Vaters zum Islam als Iskender, war bis 1402 osmanischer Gouverneur von Samsun und von 1413 bis 1418 Gouverneur von Smyrna (Izmir), fällt im Kampf gegen Rebellen 1418
    2. Fruzhin Prinz von Bulgarien (* Tarnovo um 1380; † Brașov im Königreich Ungarn  um  1460)  nach der Eroberung der bulgarischen Hauptstadt Tarnovo durch die Türken floh er in das Gebiet seines Onkels Ivan Sratsimir nach Vidin und von dort nach Ungarn, wo König Sigismund seinen Anspruch auf den bulgarischen Thron anerkannte. Gemeinsam mit seinem Cousin Constantin II., dem letzten bulgarischen Herrscher in Vidin führte er eine Revolte gegen die türkische Herrschaft und konnte so Teile des Königreiches unter seine Kontrolle bringen. 1413/15 wurde die Revolte zerschlagen, worauf Fruzhin nach Ungarn zurückkehrte, wo er zum Gouverneur der Grafschaft Temes ernannt wurde. 1444 nahm er am Kreuzzug von  Władysław III. König von Polen und Ungarn aus dem Haus der Jagiellonen nach Varna teil, bei dem König Wladyslaw III. am 10. November 1444 fiel. Er selbst starb 1460 in Brașov. Von einer Ehe oder Nachkommen ist nichts bekannt.

  8. Olivera  (Miljava) Lazarević (* 1372; † nach 1443), genannt Despina Hatun,  ⚭   1383/90 Sultan Bayezid I. (* 1360; † 8./9. März 1403 in Akşehir) der 1389 auf seinen Vater Murad I. folgt,  nachdem dieser  bei der Schlacht auf dem Amselfeld getötet worden war. Nach militärischen Erfolgen gegen das Byzantinische Reich und 1396 gegen den vom ungarischen König Sigismund organisierten  Kreuzzug in der Schlacht bei Nikopolis unterlag er in der Schlacht bei Ankara am 20. Juli 1402 gegen den  turkmongolischen Herrscher Timur Lenk,  geriet mit seiner Gemahlin Olivera in Gefangenschaft und starb bald darauf. Drei Kinder stammen aus dieser Ehe[10]:
    1. Ne Prinzessin der Osmanen  (*Samarkand 1391) ⚭  um 1403 Damad abu Makar Mirza, Sohn von Jalal du-Din Miran Shah bin Timur von Iran († 1408)
    2. Malika Prinzessin der Osmanen (* um 1392) ⚭  1403 Amir Damad Jalal du-Din Islam, Sohn von Shams du-Din Muhammad (General im Dienst von Timur lenk)
    3. Oruz Prinz der Osmanen,  ⚭  nach 1405 Ne
3. Ratoslava Lazarević, ⚭  Großzupan Altoman Vojinović  (cl. 1335 – 1359). Dieser diente Zar Stefan Dušan (regiert 1331 – 1355) als Zupan (Graf) und Zar Urosch V. (regiert 1355 – 1371) als veliki zupan (Großgraf) Sohn von Knez und  Vojvoda (General) Vojin.
  1. Nikola Altomanović, serbischer Zupan, regierte die Regionen Rudnik, Polimlje, Podrinje, Trebinje bis Konavle and Dračevica, wurde 1373 in Užice von einer feindlichen Koalition von Nachbarn besiegt und geblendet.